# タツオ…嫁を俺にくれ
「タツオ…嫁を俺にくれ」（タツオ…よめをおれにくれ）は、ゴールデンボンバーの21枚目のシングル。2018年9月1日にスクーデリア・ユークリッド（Zany Zapレーベル）より発売。

## 概要
- 前作から10カ月ぶりのシングル作品。
樽美酒初の写真集『Je t'aime 〜永遠に〜』と、MVのメイキングや本曲のレコーディング風景などを収録したDVDが付く超豪華盤、CDのみの通常盤の2タイプで発売。ちなみに前者に付く写真集はフランス・パリで撮影されたもので、2泊3日で100ページ分を撮影するという強行スケジュールだったとのこと[2]。これに樽美酒のケツと鬼龍院がシンガーソングライター、喜矢武が段ボールアーティスト、歌広場がインチキコラムニストとして参加した『ケツアート』も掲載[3]。
- 全曲の作詞作曲を樽美酒が担当しボーカルも務め、鬼龍院はドラマーとして参加した[3]。作詞作曲を担当した理由については、樽美酒曰く「極端に鬼龍院翔が忙しくなると、ほかのメンバーがとんでもなく暇になるんです。それで我に返って、昔、曲を作ってたなと思い出して作り始めたんです」とのこと。また楽曲のテーマについては「tatsuoの妻への思いが表現されている」とのことで、「不倫の一歩手前。僕の脳みその中の歌です」とも語った[4][注 1]。
- また、超豪華盤の購入者を対象に「樽美酒研二・腹筋タッチ会」を、ソフマップAKIBA4号店 アミューズメント館8F イベントスペースにて開催。この会場が選ばれた理由については「樽美酒の1st写真集が特典として付属していることから」だという。また「写真集のイベントが開催されているところで実施したい」というバンド側の意向に伴い、樽美酒もグラビアアイドル風スタイルで登場した[2]。
イベントは2部制で、第1部では「タツオ…嫁を俺にくれ」の歌唱と腹筋タッチ会、第2部では「近所の奥さんを支配する」の歌唱と腹筋タッチ会が行われた[4]。
- オリコンチャートでは、初週で13,121枚を売り上げ、9位を獲得し[5]、通算11作目のトップ10入りを果たした。

## 収録曲
| 全作詞・作曲: 樽美酒研二。 |                                                    |            |            |
| #                          | タイトル                                           | 作詞       | 作曲・編曲 |
| 1.                         | 「タツオ…嫁を俺にくれ」                            | 樽美酒研二 | 樽美酒研二 |
| 2.                         | 「近所の奥さんを支配する」                         | 樽美酒研二 | 樽美酒研二 |
| 3.                         | 「タツオ…嫁を俺にくれ（オリジナル・カラオケ）」    | 樽美酒研二 | 樽美酒研二 |
| 4.                         | 「近所の奥さんを支配する（オリジナル・カラオケ）」 | 樽美酒研二 | 樽美酒研二 |